# 558
558 (DLVIII) je bilo navadno leto, ki se je po julijanskem koledarju začelo na torek.

## Dogodki
- 23. december - Klotar I. združi frankovsko kraljestvo.

## Smrti
- 13. december - Hildebert I., frankovski kralj (* okoli 496)